# هوليستر (أوكلاهوما)
هوليستر (بالإنجليزية: Hollister, Oklahoma)‏ هي بلدة أمريكية تقع في الولايات المتحدة في مقاطعة تيليمان. يقدر عدد سكانها بـ 50 نسمة ومساحتها 0.634682 كم2 وترتفع عن سطح البحر 344 متر.